# Liga de Campeones de Baloncesto 2017-18
La Liga de Campeones de Baloncesto 2017-18 (en inglés Basketball Champions League) fue la segunda edición del torneo a nivel de clubes e instituciones del baloncesto europeo gestionada por FIBA. La competición comenzó el 19 de septiembre de 2017 con las rondas clasificatorias y terminó el 6 de mayo de 2018.

## Formato
Fase previa
Comienza en septiembre. Hay 32 equipos en esta fase en donde se jugarán 3 eliminatorias en formato de ida y vuelta. El ganador avanza de fase, mientras que el perdedor accede a la Copa Europea de la FIBA 2017-18. 
Habrá 8 equipos que se clasificarán para la fase regular. 
Fase regular
Comienza en octubre. 8 equipos que acceden de la fase previa y se suman a 24 equipos clasificados para esta fase. Los 32 equipos se dividen en cuatro grupos de ocho equipos cada uno, donde disputan partidos todos contra todos dentro del grupo a ida y vuelta. Se los ordena en una tabla y los cuatro mejores clasificados avanzan a los Play-offs. Los 5º y 6º clasificados acceden a la Copa Europea de la FIBA 2017-18. Los 7º y 8º clasificados son eliminados.
Play-offs
16 equipos jugarán esta fase que se divide en los octavos y cuartos de final.
Los octavos de final comenzarán el 6 de marzo de 2018 y terminarán el 14 de marzo de ese año. Los 16 equipos jugarán una eliminatoria a ida y vuelta y los 8 vencedores avanzan a los cuartos de final.
Los cuartos de final se jugarán el 27 de marzo de 2018, terminando el 4 de abril de 2018. Los 8 clasificados jugarán una eliminatoria a ida y vuelta y los 4 ganadores disputarán la Final Four.
Final Four
La Final Four tendrá lugar del 4 al 6 de mayo de 2018. El vencedor se proclamará campeón de la competición.

## Equipos clasificados
Nota: se excluirán los equipos que tengan plaza en la Euroleague y Eurocup.
| Fase de grupos                | Fase de grupos                    | Fase de grupos              | Fase de grupos                |
| ----------------------------- | --------------------------------- | --------------------------- | ----------------------------- |
| Élan Chalon (2º)              | Umana Reyer Venezia (1º)          | EWE Baskets Oldenburg (2º)  | Hapoel Holon (5º)             |
| SIG Strasbourg (4º)           | Sidigas Avellino (4º)             | Medi bayreuth (4º)          | Ventspils (2º)                |
| AS Monaco (1º)                | Dinamo Sassari (5º)               | Iberostar Tenerife (C) (5º) | Neptūnas (4º)                 |
| AEK Atenas (3º)               | Beşiktaş Sompo Japan (2º)         | UCAM Murcia (9º)            | Stelmet Zielona Góra (1º)     |
| Aris (4º)                     | Banvit (5º)                       | Oostende (1º)               | Enisey (6º)                   |
| PAOK (5º)                     | Gaziantep (7º)                    | ČEZ Nymburk (1º)            | Petrol Olimpija (1º)          |
| Tercera fase de clasificación |                                   |                             |                               |
| Basic-Fit Brussels (2º)       | Telekom Baskets Bonn (7º)         | Juventus (5º)               | Movistar Estudiantes (11º)    |
| Nanterre 92 (Copa)            | SikeliArchivi Capo d'Orlando (8º) | Rosa Radom (6º)             | Pınar Karşıyaka (9º)          |
| Segunda fase de clasificación |                                   |                             |                               |
| Lukoil Academic (1º)          | Kataja (1º)                       | Mornar (2º)                 | Nizhny Novgorod (9º)          |
| Bakken Bears (1º)             | Alba Fehérvár (1º)                | U Cluj-Napoca (1º)          | Budivelnyk (1º)               |
| Primera fase de clasificación |                                   |                             |                               |
| Kapfenberg Bulls (1º)         | Keravnos (1º)                     | Sigal Prishtina (1º)        | Benfica (1º)                  |
| Tsmoki Minsk (1º)             | Kalev/Cramo (1º)                  | Vytautas (6º)               | Avtodor Saratov (10º)         |
| Telenet Giants Antwerp (3º)   | Dinamo Tbilisi (1º)               | Karpoš Sokoli (2º)          | Divina Seguros Joventut (14º) |
| Bosna (2º)                    | MHP Riesen Ludwigsburg (8º)       | Donar Groningen (1º)        | Luleå (1º)                    |

Notas
- Los números entre paréntesis representan las posiciones de los equipos en sus respectivas ligas domésticas.
- Se indica con (C) el actual campeón de la competición.

## Calendario de partidos y sorteos
El calendario de la competición es el siguiente (Todos los sorteos se efectuarán en la sede de la FIBA en Mies, Suiza, a menos que se diga lo contrario):
| Fase                   | Ronda                        | Día del sorteo        | Primera vuelta                         | Segunda vuelta                         |
| ---------------------- | ---------------------------- | --------------------- | -------------------------------------- | -------------------------------------- |
| Rondas clasificatorias | Primera ronda clasificatoria | 11 de julio de 2017   | 19 de septiembre de 2017               | 21 de septiembre de 2017               |
| Rondas clasificatorias | Segunda ronda clasificatoria | 11 de julio de 2017   | 24 de septiembre de 2017               | 26 de septiembre de 2017               |
| Rondas clasificatorias | Tercera ronda clasificatoria | 11 de julio de 2017   | 29 de septiembre de 2017               | 2 de octubre de 2017                   |
| Fase de grupos         | Jornada 1                    | 11 de julio de 2017   | 10–11 de octubre de 2017               | 10–11 de octubre de 2017               |
| Fase de grupos         | Jornada 2                    | 11 de julio de 2017   | 17–18 de octubre de 2017               | 17–18 de octubre de 2017               |
| Fase de grupos         | Jornada 3                    | 11 de julio de 2017   | 24–25 de octubre de 2017               | 24–25 de octubre de 2017               |
| Fase de grupos         | Jornada 4                    | 11 de julio de 2017   | 31 de octubre – 1 de noviembre de 2017 | 31 de octubre – 1 de noviembre de 2017 |
| Fase de grupos         | Jornada 5                    | 11 de julio de 2017   | 7–8 de noviembre de 2017               | 7–8 de noviembre de 2017               |
| Fase de grupos         | Jornada 6                    | 11 de julio de 2017   | 14–15 de noviembre de 2017             | 14–15 de noviembre de 2017             |
| Fase de grupos         | Jornada 7                    | 11 de julio de 2017   | 5–6 de diciembre de 2017               | 5–6 de diciembre de 2017               |
| Fase de grupos         | Jornada 8                    | 11 de julio de 2017   | 12–13 de diciembre de 2017             | 12–13 de diciembre de 2017             |
| Fase de grupos         | Jornada 9                    | 11 de julio de 2017   | 19–20 de diciembre de 2017             | 19–20 de diciembre de 2017             |
| Fase de grupos         | Jornada 10                   | 11 de julio de 2017   | 9–10 de enero de 2018                  | 9–10 de enero de 2018                  |
| Fase de grupos         | Jornada 11                   | 11 de julio de 2017   | 16–17 de enero de 2018                 | 16–17 de enero de 2018                 |
| Fase de grupos         | Jornada 12                   | 11 de julio de 2017   | 23–24 de enero de 2018                 | 23–24 de enero de 2018                 |
| Fase de grupos         | Jornada 13                   | 11 de julio de 2017   | 30–31 de enero de 2018                 | 30–31 de enero de 2018                 |
| Fase de grupos         | Jornada 14                   | 11 de julio de 2017   | 6–7 de febrero de 2018                 | 6–7 de febrero de 2018                 |
| Play-offs              | Octavos de final             | 14 de febrero de 2018 | 6–7 de marzo de 2018                   | 13–14 de marzo de 2018                 |
| Play-offs              | Cuartos de final             | 14 de febrero de 2018 | 27–28 de marzo de 2018                 | 3–4 de abril de 2018                   |
| Final Four             | Semifinales                  | 11 de abril de 2018   | 4 de mayo de 2018                      | 4 de mayo de 2018                      |
| Final Four             | Final                        | 11 de abril de 2018   | 6 de mayo de 2018                      | 6 de mayo de 2018                      |

## Fases previas
El sorteo para las fase previas fue el 11 de julio de 2017 en Mies, Suiza.
En las fases clasificatorias, los equipos son divididos en cabezas y no cabezas de serie, con base en los coeficientes de club, luego son sorteadas las eliminatorias de ida y vuelta. Los equipos del mismo país no puedes ser emparejados entre sí. Los perdedores acceden a la fase regular de la Copa Europea de la FIBA 2017-18.

### Primera fase de clasificación
Un total de 16 equipos juegan la primera fase. La ida se jugó el 19 de septiembre y la vuelta el 21 de septiembre de 2017. 
| Equipo 1             | Agr.    | Equipo 2                | Ida   | Vuelta |
| -------------------- | ------- | ----------------------- | ----- | ------ |
| Dinamo Tbilisi       | 126–158 | Divina Seguros Joventut | 60–72 | 66–86  |
| Keravnos             | 139–146 | Avtodor Saratov         | 72–83 | 67–63  |
| Bosna                | 118–187 | MHP Riesen Ludwigsburg  | 59–85 | 59–102 |
| Karpoš Sokoli        | 160–165 | Kalev/Cramo             | 79–87 | 81–78  |
| Donar Groningen      | 159–138 | Vytautas                | 75–77 | 84–61  |
| Sigal Prishtina      | 124–146 | Tsmoki-Minsk            | 50–57 | 74–89  |
| ece Bulls Kapfenberg | 134–142 | Benfica                 | 72–75 | 62–67  |
| Luleå                | 153–164 | Telenet Giants Antwerp  | 79–81 | 74–83  |

### Seguna fase de clasificación
Un total de 16 equipos jugaron la segunda fase. La ida se jugó el 24 de septiembre y la vuelta el 26 de septiembre de 2017. 
| Equipo 1                | Agr.    | Equipo 2         | Ida   | Vuelta |
| ----------------------- | ------- | ---------------- | ----- | ------ |
| Kalev/Cramo             | 142–150 | Alba Fehérvár    | 78–71 | 64–79  |
| Divina Seguros Joventut | 146–150 | Kataja           | 75–79 | 71–71  |
| Telenet Giants Antwerp  | 156–149 | Nizhny Novgorod  | 90–87 | 66-62  |
| Avtodor Saratov         | 158–132 | Mornar           | 88–70 | 70–62  |
| Benfica                 | 153–178 | Lukoil Academic  | 82–91 | 71–87  |
| MHP Riesen Ludwigsburg  | 166–149 | U-BT Cluj-Napoca | 78–72 | 88–77  |
| Donar Groningen         | 169–163 | Bakken Bears     | 78–80 | 91–83  |
| Tsmoki-Minsk            | 129–117 | Budivelnyk       | 69–64 | 60–53  |

### Tercera fase de clasificación
Un total de 16 equipos jugaron la tercera fase. La ida se jugó el 29 de septiembre y la vuelta el 2 de octubre de 2017. 
| Equipo 1               | Agr.    | Equipo 2                     | Ida   | Vuelta |
| ---------------------- | ------- | ---------------------------- | ----- | ------ |
| Tsmoki-Minsk           | 143–148 | Nanterre 92                  | 68–68 | 75–80  |
| Telenet Giants Antwerp | 145–152 | Rosa Radom                   | 75–69 | 70–83  |
| Avtodor Saratov        | 129–161 | SikeliArchivi Capo d'Orlando | 70–69 | 59–92  |
| Lukoil Academic        | 160–168 | Juventus                     | 81–82 | 79–86  |
| Kataja                 | 151–175 | Telekom Baskets Bonn         | 70–90 | 81–85  |
| Donar Groningen        | 145–153 | Movistar Estudiantes         | 76–76 | 69–77  |
| Alba Fehérvár          | 164–171 | Pınar Karşıyaka              | 92–90 | 72–81  |
| MHP Riesen Ludwigsburg | 160–109 | Basic-Fit Brussels           | 85–59 | 75–50  |

## Fase de grupos
El sorteo de la fase regular se realizó el 11 de julio de 2017 en Mies, Suiza.
Los 32 equipos fueron sorteados en cuatro grupos de ocho, con la restricción de que los equipos del mismo país no podían enfrentarse entre sí. En cada grupo, los equipos juegan todos contra todos en un formato de liga de ida y vuelta. Los ganadores de grupo, los segundos, los terceros y los cuartos avanzan a los Playoffs, mientras que los quintos y los sextos clasificados entran en los Playoffs de la Copa Europea de la FIBA 2017-18.

### Grupo A
| Pos. | Equipo                    | PJ | G  | P  | PF   | PC   | DP   | Pts | Clasificación                                  |       | MON   | KSK   | EWE   | MUR    | SAS    | JUV    | HAP   | ENI    |
| ---- | ------------------------- | -- | -- | -- | ---- | ---- | ---- | --- | ---------------------------------------------- | ----- | ----- | ----- | ----- | ------ | ------ | ------ | ----- | ------ |
| 1    | Monaco (A)                | 14 | 13 | 1  | 1191 | 952  | +239 | 27  | Avanzan a los Playoffs                         |       | —     | 79–65 | 88–73 | 83–75  | 87–55  | 90–53  | 94–64 | 89–73  |
| 2    | Pınar Karşıyaka (A)       | 14 | 10 | 4  | 1192 | 1160 | +32  | 24  | Avanzan a los Playoffs                         |       | 84–77 | —     | 85–86 | 79–72  | 70–79  | 90–78  | 98–91 | 97–81  |
| 3    | EWE Baskets Oldenburg (A) | 14 | 9  | 5  | 1192 | 1142 | +50  | 23  | Avanzan a los Playoffs                         |       | 78–84 | 96–82 | —     | 100–80 | 90–72  | 102–95 | 87–86 | 86–89  |
| 4    | UCAM Murcia (A)           | 14 | 7  | 7  | 1096 | 1105 | −9   | 21  | Avanzan a los Playoffs                         |       | 63–68 | 91–96 | 85–65 | —      | 78–83  | 56–70  | 78–76 | 82–77  |
| 5    | Dinamo Sassari (Q)        | 14 | 7  | 7  | 1158 | 1174 | −16  | 21  | Transferidos a los Playoffs de la Copa Europea |       | 63–81 | 87–88 | 76–83 | 88–94  | —      | 93–78  | 98–84 | 101–94 |
| 6    | Juventus (Q)              | 14 | 4  | 10 | 1105 | 1193 | −88  | 18  | Transferidos a los Playoffs de la Copa Europea |       | 85–92 | 76–82 | 73–77 | 83–93  | 90–85  | —      | 71–69 | 81–73  |
| 7    | Hapoel Unet Holon (E)     | 14 | 3  | 11 | 1160 | 1244 | −84  | 17  |                                                |       | 56–85 | 93–95 | 94–90 | 75–81  | 92–103 | 106–91 | —     | 81–75  |
| 8    | Enisey (E)                | 14 | 3  | 11 | 1064 | 1188 | −124 | 17  |                                                | 65–94 | 74–81 | 53–79 | 62–68 | 65–75  | 85–81  | 98–93  | —     |        |

 Fuente: Basketball Champions League

### Grupo B
| Pos. | Equipo                           | PJ | G  | P  | PF   | PC   | DP   | Pts | Clasificación                                  |        | TFE   | LUD   | PAOK   | NEP   | VEN   | CHA   | GAZ    | ORL   |
| ---- | -------------------------------- | -- | -- | -- | ---- | ---- | ---- | --- | ---------------------------------------------- | ------ | ----- | ----- | ------ | ----- | ----- | ----- | ------ | ----- |
| 1    | Iberostar Tenerife (A)           | 14 | 12 | 2  | 1155 | 921  | +234 | 26  | Avanzan a los Playoffs                         |        | —     | 82–72 | 93–79  | 90–67 | 65–71 | 82–62 | 72–53  | 88–47 |
| 2    | MHP Riesen Ludwigsburg (A)       | 14 | 12 | 2  | 1139 | 974  | +165 | 26  | Avanzan a los Playoffs                         |        | 62–83 | —     | 103–70 | 95–83 | 84–68 | 94–74 | 86–74  | 86–61 |
| 3    | PAOK (A)                         | 14 | 7  | 7  | 1061 | 1070 | −9   | 21  | Avanzan a los Playoffs                         |        | 74–79 | 63–83 | —      | 91–70 | 83–76 | 90–81 | 82–85  | 79–61 |
| 4    | Neptūnas (A)                     | 14 | 7  | 7  | 1164 | 1116 | +48  | 21  | Avanzan a los Playoffs                         |        | 67–83 | 71–87 | 82–69  | —     | 87–80 | 75–73 | 114–73 | 99–62 |
| 5    | Ventspils (Q)                    | 14 | 6  | 8  | 1034 | 1085 | −51  | 20  | Transferidos a los Playoffs de la Copa Europea |        | 73–72 | 61–73 | 59–80  | 69–84 | —     | 78–77 | 91–103 | 55–66 |
| 6    | Élan Chalon (Q)                  | 14 | 6  | 8  | 1018 | 1031 | −13  | 20  | Transferidos a los Playoffs de la Copa Europea |        | 61–73 | 56–70 | 75–61  | 86–81 | 69–75 | —     | 85–60  | 67–55 |
| 7    | Gaziantep (E)                    | 14 | 4  | 10 | 1033 | 1192 | −159 | 18  |                                                |        | 74–87 | 67–72 | 65–77  | 98–94 | 74–99 | 68–73 | —      | 82–77 |
| 8    | SikeliArchivi Capo d'Orlando (E) | 14 | 2  | 12 | 887  | 1102 | −215 | 16  |                                                | 59–106 | 61–72 | 58–63 | 60–90  | 68–79 | 69–79 | 83–57 | —      |       |

 Fuente: Basketball Champions League

### Grupo C
| Pos. | Equipo                   | PJ | G | P  | PF   | PC   | DP   | Pts | Clasificación                                  |       | SIG   | BAN     | AEK     | BAY   | EST   | VEN   | OLI   | RAD    |
| ---- | ------------------------ | -- | - | -- | ---- | ---- | ---- | --- | ---------------------------------------------- | ----- | ----- | ------- | ------- | ----- | ----- | ----- | ----- | ------ |
| 1    | SIG Strasbourg (A)       | 14 | 9 | 5  | 1103 | 1055 | +48  | 23  | Avanzan a los Playoffs                         |       | —     | 87–72   | 80–78   | 77–82 | 77–74 | 70–67 | 83–69 | 98–81  |
| 2    | Banvit (A)               | 14 | 9 | 5  | 1080 | 1039 | +41  | 23  | Avanzan a los Playoffs                         |       | 63–80 | —       | 78–71   | 85–74 | 82–80 | 90–62 | 87–83 | 74–64  |
| 3    | AEK Atenas (A)           | 14 | 8 | 6  | 1149 | 1110 | +39  | 22  | Avanzan a los Playoffs                         |       | 87–88 | 70–74   | —       | 83–81 | 79–87 | 84–64 | 91–73 | 96–92  |
| 4    | medi bayreuth (A)        | 14 | 8 | 6  | 1145 | 1115 | +30  | 22  | Avanzan a los Playoffs                         |       | 82–80 | 76–88   | 80–73   | —     | 84–90 | 89–81 | 78–79 | 90–85  |
| 5    | Movistar Estudiantes (Q) | 14 | 8 | 6  | 1117 | 1076 | +41  | 22  | Transferidos a los Playoffs de la Copa Europea |       | 81–65 | 78–73   | 78–85   | 68–76 | —     | 81–80 | 75–81 | 78–68  |
| 6    | Umana Reyer Venezia (Q)  | 14 | 8 | 6  | 1146 | 1140 | +6   | 22  | Transferidos a los Playoffs de la Copa Europea |       | 78–67 | 108–101 | 101–103 | 70–67 | 92–91 | —     | 84–67 | 102–93 |
| 7    | Petrol Olimpija (E)      | 14 | 4 | 10 | 996  | 1105 | −109 | 18  |                                                |       | 78–77 | 57–65   | 71–80   | 77–90 | 57–72 | 66–76 | —     | 80–72  |
| 8    | Rosa Radom (E)           | 14 | 2 | 12 | 1032 | 1128 | −96  | 16  |                                                | 63–74 | 49–48 | 63–69   | 79–96   | 77–84 | 71–81 | 75–58 | —     |        |

 Fuente: Basketball Champions League

### Grupo D
| Pos. | Equipo                   | PJ | G  | P  | PF   | PC   | DP   | Pts | Clasificación                                  |       | BJK   | NYM   | NAN     | ZGA   | AVE   | OST   | BON    | ARI   |
| ---- | ------------------------ | -- | -- | -- | ---- | ---- | ---- | --- | ---------------------------------------------- | ----- | ----- | ----- | ------- | ----- | ----- | ----- | ------ | ----- |
| 1    | Beşiktaş Sompo Japan (A) | 14 | 10 | 4  | 1111 | 1030 | +81  | 24  | Avanzan a los Playoffs                         |       | —     | 91–80 | 79–74   | 65–60 | 80–86 | 87–77 | 95–79  | 83–61 |
| 2    | ČEZ Nymburk (A)          | 14 | 10 | 4  | 1152 | 1100 | +52  | 24  | Avanzan a los Playoffs                         |       | 64–70 | —     | 72–81   | 84–70 | 81–77 | 86–72 | 106–98 | 99–70 |
| 3    | Nanterre 92 (A)          | 14 | 9  | 5  | 1149 | 1091 | +58  | 23  | Avanzan a los Playoffs                         |       | 73–68 | 84–90 | —       | 95–82 | 89–81 | 75–74 | 93–90  | 91–63 |
| 4    | Stelmet Zielona Góra (A) | 14 | 6  | 8  | 1075 | 1087 | −12  | 20  | Avanzan a los Playoffs                         |       | 99–96 | 82–88 | 85–82   | —     | 90–79 | 98–68 | 73–69  | 72–80 |
| 5    | Sidigas Avellino (Q)     | 14 | 6  | 8  | 1049 | 1028 | +21  | 20  | Transferidos a los Playoffs de la Copa Europea |       | 90–74 | 80–63 | 102–106 | 57–64 | —     | 66–57 | 61–69  | 79–66 |
| 6    | Oostende (Q)             | 14 | 6  | 8  | 975  | 1050 | −75  | 20  | Transferidos a los Playoffs de la Copa Europea |       | 49–77 | 73–79 | 73–60   | 82–78 | 51–61 | —     | 86–84  | 69–67 |
| 7    | Telekom Baskets Bonn (E) | 14 | 5  | 9  | 1079 | 1095 | −16  | 19  |                                                |       | 73–74 | 87–89 | 62–84   | 72–58 | 79–74 | 66–74 | —      | 76–59 |
| 8    | Aris (E)                 | 14 | 4  | 10 | 930  | 1039 | −109 | 18  |                                                | 65–72 | 65–71 | 70–62 | 70–64   | 59–56 | 66–70 | 69–75 | —      |       |

 Fuente: Basketball Champions League

## Playoffs
En los Playoffs, los equipos se enfrentan entre sí en un conjunto de eliminatorias de ida y vuelta, excepto en la Final Four (a un sol partido). En el sorteo, los ganadores de grupo y los segundos son considerados cabezas de serie y los terceros y cuartos son considerados no cabezas de serie. Los cabezas de serie se enfrentaran a los equipos no cabezas de serie, jugándose la vuelta en el campo de equipo cabeza de serie. Los equipos del mismo grupo o del mismo país no pueden ser agrupados en una misma eliminatoria. El equipo que terminó en mejor colocación jugará el segundo de los juegos de la serie en casa (L).
|  | Octavos de final | Octavos de final       | Octavos de final       | Octavos de final       |     |                | Cuartos de final | Cuartos de final | Cuartos de final | Cuartos de final |  |  | Semifinales | Semifinales | Semifinales            |                        |               | Final         | Final       | Final |  |
|  |                  |                        |                        |                        |     |                |                  |                  |                  |                  |  |  |             |             |                        |                        |               |               |             |       |  |
|  |                  |                        |                        |                        |     |                |                  |                  |                  |                  |  |  |             |             |                        |                        |               |               |             |       |  |
|  | L                | Monaco                 | 84                     | 90                     |     |                |                  |                  |                  |                  |  |  |             |             |                        |                        |               |               |             |       |  |
|  | L                | Monaco                 | 84                     | 90                     |     |                |                  |                  |                  |                  |  |  |             |             |                        |                        |               |               |             |       |  |
|  |                  | Stelmet Zielona Góra   | 82                     | 60                     |     |                |                  |                  |                  |                  |  |  |             |             |                        |                        |               |               |             |       |  |
|  |                  | Stelmet Zielona Góra   | 82                     | 60                     | L   | Monaco         | 85               | 74               |                  |                  |  |  |             |             |                        |                        |               |               |             |       |  |
|  |                  |                        |                        |                        | L   | Monaco         | 85               | 74               |                  |                  |  |  |             |             |                        |                        |               |               |             |       |  |
|  |                  |                        |                        | Banvit                 | 77  | 75             |                  |                  |                  |                  |  |  |             |             |                        |                        |               |               |             |       |  |
|  | L                | Banvit                 | 74                     | Banvit                 | 77  | 75             | 73               |                  |                  |                  |  |  |             |             |                        |                        |               |               |             |       |  |
|  | L                | Banvit                 | 74                     |                        |     |                |                  |                  |                  |                  |  |  |             |             |                        |                        |               |               |             |       |  |
|  |                  | Nanterre 92            | 66                     | 64                     |     |                |                  |                  |                  |                  |  |  |             |             |                        |                        |               |               |             |       |  |
|  |                  |                        |                        |                        |     |                |                  | Monaco           | Monaco           | 87               |  |  |             |             |                        |                        |               |               |             |       |  |
|  |                  |                        |                        |                        |     |                |                  |                  |                  |                  |  |  |             |             |                        |                        |               |               |             |       |  |
|  |                  |                        | MHP Riesen Ludwigsburg | MHP Riesen Ludwigsburg | 65  |                |                  |                  |                  |                  |  |  |             |             |                        |                        |               |               |             |       |  |
|  | L                | Beşiktaş Sompo Japan   | MHP Riesen Ludwigsburg | MHP Riesen Ludwigsburg | 65  | 76             | 84               |                  |                  |                  |  |  |             |             |                        |                        |               |               |             |       |  |
|  | L                | Beşiktaş Sompo Japan   |                        |                        |     |                |                  |                  |                  |                  |  |  |             |             |                        |                        |               |               |             |       |  |
|  |                  | Medi Bayreuth          | 81                     | 84                     |     |                |                  |                  |                  |                  |  |  |             |             |                        |                        |               |               |             |       |  |
|  |                  | Medi Bayreuth          | 81                     | 84                     | L   | Medi Bayreuth  | 86               | 77               |                  |                  |  |  |             |             |                        |                        |               |               |             |       |  |
|  |                  |                        |                        |                        | L   | Medi Bayreuth  | 86               | 77               |                  |                  |  |  |             |             |                        |                        |               |               |             |       |  |
|  |                  |                        |                        | MHP Riesen Ludwigsburg | 81  | 89             |                  |                  |                  |                  |  |  |             |             |                        |                        |               |               |             |       |  |
|  | L                | MHP Riesen Ludwigsburg | 88                     | MHP Riesen Ludwigsburg | 81  | 89             | 74               |                  |                  |                  |  |  |             |             |                        |                        |               |               |             |       |  |
|  | L                | MHP Riesen Ludwigsburg | 88                     |                        |     |                |                  |                  |                  |                  |  |  |             |             |                        |                        |               |               |             |       |  |
|  |                  | EWE Baskets Oldenburg  | 63                     | 86                     |     |                |                  |                  |                  |                  |  |  |             |             |                        |                        |               |               |             |       |  |
|  |                  |                        |                        |                        |     |                |                  |                  |                  |                  |  |  | Monaco      | Monaco      | 94                     |                        |               |               |             |       |  |
|  |                  |                        |                        |                        |     |                |                  |                  |                  |                  |  |  |             |             |                        |                        |               |               |             |       |  |
|  |                  |                        | AEK Atenas             | AEK Atenas             | 100 |                |                  |                  |                  |                  |  |  |             |             |                        |                        |               |               |             |       |  |
|  | L                | Iberostar Tenerife     | AEK Atenas             | AEK Atenas             | 100 | 71             | 72               |                  |                  |                  |  |  |             |             |                        |                        |               |               |             |       |  |
|  | L                | Iberostar Tenerife     |                        |                        |     |                |                  |                  |                  |                  |  |  |             |             |                        |                        |               |               |             |       |  |
|  |                  | UCAM Murcia            | 66                     | 83                     |     |                |                  |                  |                  |                  |  |  |             |             |                        |                        |               |               |             |       |  |
|  |                  | UCAM Murcia            | 66                     | 83                     | L   | UCAM Murcia    | 79               | 81               |                  |                  |  |  |             |             |                        |                        |               |               |             |       |  |
|  |                  |                        |                        |                        | L   | UCAM Murcia    | 79               | 81               |                  |                  |  |  |             |             |                        |                        |               |               |             |       |  |
|  |                  |                        |                        | Pınar Karşıyaka        | 65  | 72             |                  |                  |                  |                  |  |  |             |             |                        |                        |               |               |             |       |  |
|  | L                | Pınar Karşıyaka        | 68                     | Pınar Karşıyaka        | 65  | 72             | 79               |                  |                  |                  |  |  |             |             |                        |                        |               |               |             |       |  |
|  | L                | Pınar Karşıyaka        | 68                     |                        |     |                |                  |                  |                  |                  |  |  |             |             |                        |                        |               |               |             |       |  |
|  |                  | PAOK                   | 74                     | 67                     |     |                |                  |                  |                  |                  |  |  |             |             |                        |                        |               |               |             |       |  |
|  |                  |                        |                        |                        |     |                |                  | UCAM Murcia      | UCAM Murcia      | 75               |  |  |             |             |                        |                        |               |               |             |       |  |
|  |                  |                        |                        |                        |     |                |                  |                  |                  |                  |  |  |             |             |                        |                        |               |               |             |       |  |
|  |                  |                        | AEK Atenas             | AEK Atenas             | 77  |                |                  |                  |                  |                  |  |  |             |             |                        |                        |               |               |             |       |  |
|  | L                | SIG Strasbourg         | AEK Atenas             | AEK Atenas             | 77  | 68             | 88               |                  |                  |                  |  |  |             |             |                        |                        |               |               |             |       |  |
|  | L                | SIG Strasbourg         |                        |                        |     |                |                  |                  |                  |                  |  |  |             |             |                        |                        |               |               |             |       |  |
|  |                  | Neptūnas               | 73                     | 78                     |     |                |                  |                  |                  |                  |  |  |             |             |                        |                        |               |               |             |       |  |
|  |                  | Neptūnas               | 73                     | 78                     | L   | SIG Strasbourg | 69               | 83               |                  |                  |  |  |             |             |                        | Tercer puesto          | Tercer puesto | Tercer puesto |             |       |  |
|  |                  |                        |                        |                        | L   | SIG Strasbourg | 69               | 83               |                  |                  |  |  |             |             |                        | Tercer puesto          | Tercer puesto | Tercer puesto |             |       |  |
|  |                  |                        |                        | AEK Atenas             | 78  | 83             |                  |                  |                  |                  |  |  |             |             |                        |                        |               |               |             |       |  |
|  | L                | ČEZ Nymburk            | 98                     | AEK Atenas             | 78  | 83             | 82               |                  |                  |                  |  |  |             |             | MHP Riesen Ludwigsburg | MHP Riesen Ludwigsburg | 74            |               |             |       |  |
|  | L                | ČEZ Nymburk            | 98                     |                        |     |                |                  |                  |                  |                  |  |  |             |             | MHP Riesen Ludwigsburg | MHP Riesen Ludwigsburg | 74            |               |             |       |  |
|  |                  | AEK Atenas             | 88                     | 93                     |     |                |                  |                  |                  |                  |  |  |             |             |                        |                        |               | UCAM Murcia   | UCAM Murcia | 85    |  |
|  |                  |                        |                        |                        |     |                |                  |                  |                  |                  |  |  |             |             |                        |                        |               | UCAM Murcia   | UCAM Murcia | 85    |  |
|  |                  |                        |                        |                        |     |                |                  |                  |                  |                  |  |  |             |             |                        |                        |               |               |             |       |  |

### Octavos de final
| Equipo 1               | Agr.    | Equipo 2              | Ida   | Vuelta |
| ---------------------- | ------- | --------------------- | ----- | ------ |
| Pınar Karşıyaka        | 147–141 | PAOK                  | 68–74 | 79–67  |
| Banvit                 | 147–130 | Nanterre 92           | 74–66 | 73–64  |
| ČEZ Nymburk            | 180–181 | AEK Atenas            | 98–88 | 82–93  |
| MHP Riesen Ludwigsburg | 162–149 | EWE Baskets Oldenburg | 88–63 | 74–86  |
| Monaco                 | 174–142 | Stelmet Zielona Góra  | 84–82 | 90–60  |
| Beşiktaş Sompo Japan   | 160–165 | Medi Bayreuth         | 76–81 | 84–84  |
| Iberostar Tenerife     | 143–149 | UCAM Murcia           | 71–66 | 72–83  |
| SIG Strasbourg         | 156–151 | Neptūnas              | 68–73 | 88–78  |

### Cuartos de final
| Equipo 1       | Agr.    | Equipo 2               | Ida   | Vuelta |
| -------------- | ------- | ---------------------- | ----- | ------ |
| Monaco         | 159–152 | Banvit                 | 85–77 | 74–75  |
| UCAM Murcia    | 160–137 | Pınar Karşıyaka        | 79–65 | 81–72  |
| SIG Strasbourg | 152–161 | AEK Atenas             | 69–78 | 83–83  |
| Medi Bayreuth  | 163–170 | MHP Riesen Ludwigsburg | 86–81 | 77–89  |

## Final Four
La Final Four se disputó en el Olympic Indoor Hall (20 300 espectadores) de la ciudad de Atenas (Grecia), en el fin de semana del 4 al 6 de mayo de 2018.

### Semifinales
Los emparejamientos de semifinales fueron sorteados el día 12 de abril.
| 4 de mayo de 2018 - 17:30 (CET) Semifinal 1 | MHP Riesen Ludwigsburg                                                        | 65–87                | Monaco                                                               | Atenas |  |
|                                             | Parciales: 20–11, 18–25, 16–25, 9–26                                          |                      |                                                                      | |  |
|                                             | Estadísticas Kerron Johnson 12 Dwayne Evans 7 Kerron Johnson, Thomas Walkup 2 | Reporte Pts Reb Asts | Estadísticas 19 Elmedin Kikanović 8 Christopher Evans 9 D. J. Cooper | Pabellón: Olympic Indoor Hall Asistencia: 5862 espectadores Árbitros: Aleksandar Glišić Tomas Jasevičius Manuel Mazzoni |  |

| 4 de mayo de 2018 - 20:30 (CET) Semifinal 2 | AEK Atenas                                                         | 77–75                | UCAM Murcia                                                  | Atenas                                                                        |  |
|                                             | Parciales: 18–17, 22–17, 15–20, 22–21                              |                      |                                                              |                                                                               |  |
|                                             | Estadísticas Manny Harris 20 Vince Hunter 6 Vasilis Xanthopoulos 7 | Reporte Pts Reb Asts | Estadísticas 19 Vítor Benite 12 Sadiel Rojas 6 Clevin Hannah | Pabellón: Olympic Indoor Hall Árbitros: Srđan Dožai Tolga Sahin Marius Ciulin |  |

### Partido por el tercer puesto
| 6 de mayo de 2018 - 16:30 (CET) 3 y 4 puesto | MHP Riesen Ludwigsburg                                         | 74–85                | UCAM Murcia                                               | Atenas                                                                               |  |
|                                              | Parciales: 17–18, 15–24, 21–18, 21–25                          |                      |                                                           |                                                                                      |  |
|                                              | Estadísticas Kerron Johnson 17 Dwayne Evans 5 Kerron Johnson 9 | Reporte Pts Reb Asts | Estadísticas 18 Sadiel Rojas 10 Ovie Soko 8 Clevin Hannah | Pabellón: Olympic Indoor Hall Árbitros: Manuel Mazzoni Petar Obradović Marius Ciulin |  |

### Final
| 6 de mayo de 2018 - 19:30 (CET) | Monaco                                                                          | 94–100               | AEK Atenas                                                        | Atenas                                                                                        |  |
|                                 | Parciales: 20–29, 24–24, 26–20, 24–27                                           |                      |                                                                   |                                                                                               |  |
|                                 | Estadísticas Sergiy Gladyr 18 Paul Lacombe y Elmedin Kikanović 6 D. J. Cooper 9 | Reporte Pts Reb Asts | Estadísticas 19 Mike Green 10 Manny Harris 6 Vasilis Xanthopoulos | Pabellón: Olympic Indoor Hall Árbitros: Aleksandar Glišić Tomas Jasevičius Mārtiņš Kozlovskis |  |

| Quinteto inicial: | Quinteto inicial: | Quinteto inicial: | Pts | Reb | As | Min   |
| ----------------- | ----------------- | ----------------- | --- | --- | -- | ----- |
| B                 | 2                 | D. J. Cooper      | 8   | 1   | 9  | 18:13 |
| E                 | 22                | Gerald Robinson   | 13  | 2   | 3  | 34:27 |
| A                 | 6                 | Paul Lacombe      | 12  | 6   | 2  | 27:34 |
| AP                | 5                 | Amara Sy          | 8   | 2   | 0  | 15:49 |
| P                 | 9                 | Elmedin Kikanović | 12  | 6   | 0  | 23:39 |
| Suplentes:        | Suplentes:        | Suplentes:        | Pts | Reb | As | Min   |
| B                 | 4                 | Aaron Craft       | 9   | 5   | 4  | 19:16 |
| AP                | 7                 | Damjan Rudež      | 0   | 0   | 0  | 1:18  |
| AP                | 8                 | Sergiy Gladyr     | 18  | 5   | 0  | 18:21 |
| A                 | 10                | Romain Poinas     | 0   | 0   | 0  | 0:00  |
| AP                | 14                | Georgi Joseph     | 0   | 1   | 0  | 1:26  |
| AP                | 23                | Christopher Evans | 6   | 4   | 1  | 28:06 |
| P                 | 24                | Ali Traoré        | 8   | 2   | 2  | 11:48 |
| Entrenador:       |                   |                   |     |     |    |       |
| Zvezdan Mitrović  |                   |                   |     |     |    |       |

| Quinteto inicial: | Quinteto inicial: | Quinteto inicial:       | Pts | Reb | As | Min   |
| ----------------- | ----------------- | ----------------------- | --- | --- | -- | ----- |
| B                 | 2                 | Mike Green              | 19  | 5   | 3  | 27:31 |
| E                 | 12                | Giannoulis Larentzakis  | 8   | 0   | 2  | 18:38 |
| A                 | 3                 | Manny Harris            | 9   | 10  | 4  | 34:51 |
| AP                | 1                 | Delroy James            | 13  | 4   | 1  | 19:36 |
| P                 | 32                | Vince Hunter            | 10  | 4   | 0  | 17:13 |
| Suplentes:        | Suplentes:        | Suplentes:              | Pts | Reb | As | Min   |
| E                 | 0                 | Kevin Punter            | 16  | 0   | 0  | 18:58 |
| B                 | 4                 | Vasilis Xanthopoulos    | 2   | 2   | 6  | 15:02 |
| AP                | 5                 | Dušan Šakota            | 16  | 2   | 1  | 26:26 |
| A                 | 8                 | Panagiotis Vasilopoulos | 0   | 2   | 1  | 5:08  |
| A                 | 9                 | Edin Atić               | 0   | 0   | 0  | 0:00  |
| P                 | 22                | Dimitrios Mavroeidis    | 7   | 2   | 0  | 16:33 |
| P                 | 24                | Vassilis Kavvadas       | 0   | 0   | 0  | 0:00  |
| Entrenador:       |                   |                         |     |     |    |       |
| Dragan Šakota     |                   |                         |     |     |    |       |

| Quinteto inicial: | Quinteto inicial: | Quinteto inicial: | Pts | Reb | As | Min   |
| ----------------- | ----------------- | ----------------- | --- | --- | -- | ----- |
| B                 | 2                 | D. J. Cooper      | 8   | 1   | 9  | 18:13 |
| E                 | 22                | Gerald Robinson   | 13  | 2   | 3  | 34:27 |
| A                 | 6                 | Paul Lacombe      | 12  | 6   | 2  | 27:34 |
| AP                | 5                 | Amara Sy          | 8   | 2   | 0  | 15:49 |
| P                 | 9                 | Elmedin Kikanović | 12  | 6   | 0  | 23:39 |
| Suplentes:        | Suplentes:        | Suplentes:        | Pts | Reb | As | Min   |
| B                 | 4                 | Aaron Craft       | 9   | 5   | 4  | 19:16 |
| AP                | 7                 | Damjan Rudež      | 0   | 0   | 0  | 1:18  |
| AP                | 8                 | Sergiy Gladyr     | 18  | 5   | 0  | 18:21 |
| A                 | 10                | Romain Poinas     | 0   | 0   | 0  | 0:00  |
| AP                | 14                | Georgi Joseph     | 0   | 1   | 0  | 1:26  |
| AP                | 23                | Christopher Evans | 6   | 4   | 1  | 28:06 |
| P                 | 24                | Ali Traoré        | 8   | 2   | 2  | 11:48 |
| Entrenador:       |                   |                   |     |     |    |       |
| Zvezdan Mitrović  |                   |                   |     |     |    |       |

| Quinteto inicial: | Quinteto inicial: | Quinteto inicial:       | Pts | Reb | As | Min   |
| ----------------- | ----------------- | ----------------------- | --- | --- | -- | ----- |
| B                 | 2                 | Mike Green              | 19  | 5   | 3  | 27:31 |
| E                 | 12                | Giannoulis Larentzakis  | 8   | 0   | 2  | 18:38 |
| A                 | 3                 | Manny Harris            | 9   | 10  | 4  | 34:51 |
| AP                | 1                 | Delroy James            | 13  | 4   | 1  | 19:36 |
| P                 | 32                | Vince Hunter            | 10  | 4   | 0  | 17:13 |
| Suplentes:        | Suplentes:        | Suplentes:              | Pts | Reb | As | Min   |
| E                 | 0                 | Kevin Punter            | 16  | 0   | 0  | 18:58 |
| B                 | 4                 | Vasilis Xanthopoulos    | 2   | 2   | 6  | 15:02 |
| AP                | 5                 | Dušan Šakota            | 16  | 2   | 1  | 26:26 |
| A                 | 8                 | Panagiotis Vasilopoulos | 0   | 2   | 1  | 5:08  |
| A                 | 9                 | Edin Atić               | 0   | 0   | 0  | 0:00  |
| P                 | 22                | Dimitrios Mavroeidis    | 7   | 2   | 0  | 16:33 |
| P                 | 24                | Vassilis Kavvadas       | 0   | 0   | 0  | 0:00  |
| Entrenador:       |                   |                         |     |     |    |       |
| Dragan Šakota     |                   |                         |     |     |    |       |

| Campeón BCL 2017-18   |
| --------------------- |
| AEK Atenas 1.º título |